# Eddie och Lou
Eddie och Lou (spelade av Harry Shearer respektive Hank Azaria) är två poliskonstaplar i den animerade TV-serien Simpsons.

## Biografi
Lou jobbar som polissergeant medan Eddie jobbar som polisassistent. Lou befordrades en gång tillfälligt till polischef och Eddie befordrades då tillfälligt till Lou. Båda valde att bli poliser då de gillar att köra mot rött ljus, parkera var man vill och vara lyckliga att veta att de har gjort skillnad då de går hem. Lou har varit gift med Amy och har även tagit hand om Santa's Little Helper då han var polishund. Lous nuvarande flickvän heter Charquelle, och Lou bor i "West Springfield". I sin ungdom var Lou medlem i Grungebandet "Sadgasm" med Homer, Lenny och Carl. Lou övervägde en gång att gå med i ett privat säkerhetsföretag för att tjäna mera pengar.
Lou är afroamerikan men hade av okänd anledning gul hudfärg under en period. 
I Bart vs. Thanksgiving har de bytt röster med varandra. Al Jean och Mike Reiss valde namnet "Lou" efter Major League Baseballspelaren Lou Whitaker. Hank Azaria baserar Lous röst på Sylvester Stallone.